# Filialkirche Martinau

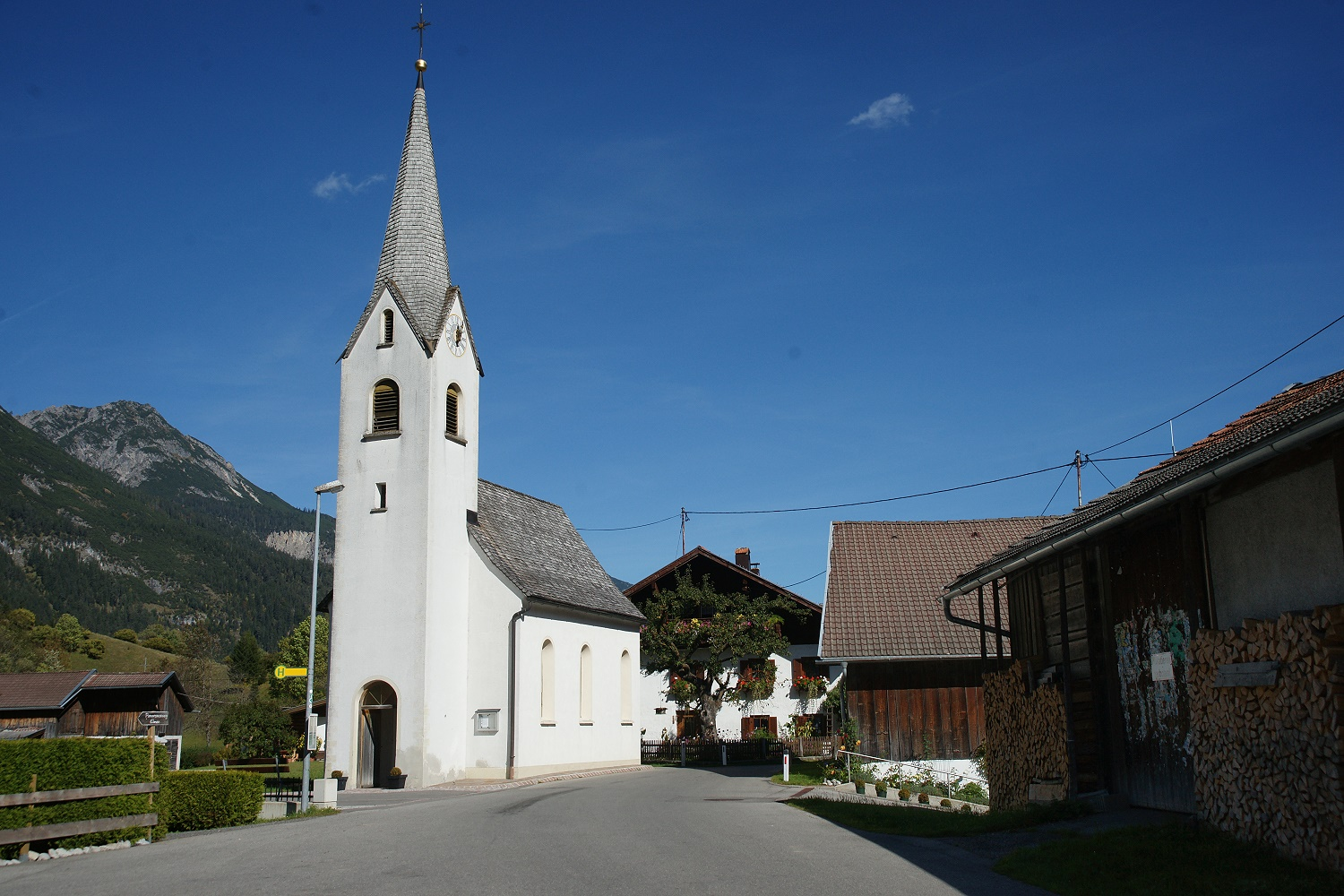
Filialkirche der Pfarre Elmen in Martinau (2010)

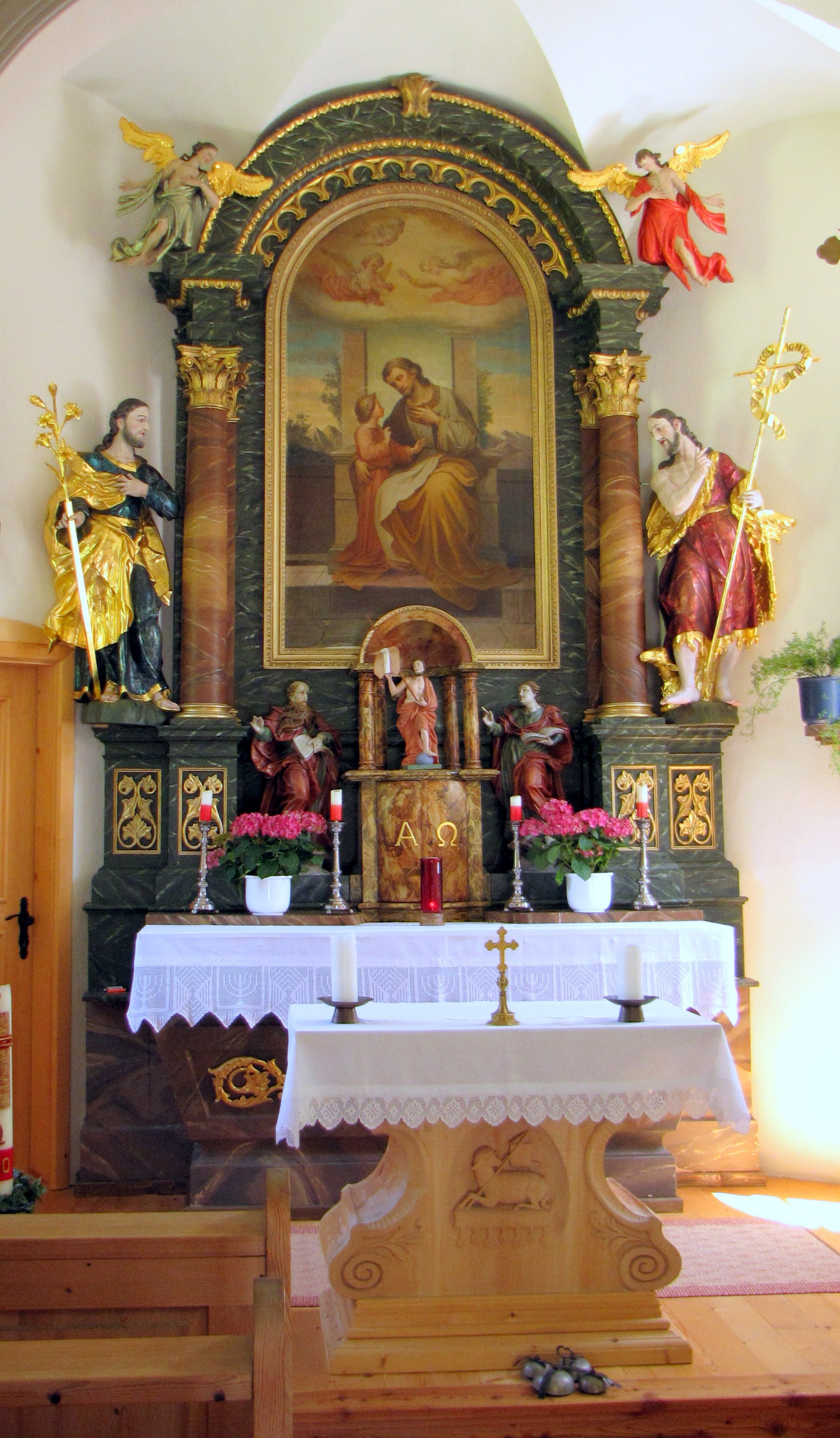
Hochaltar

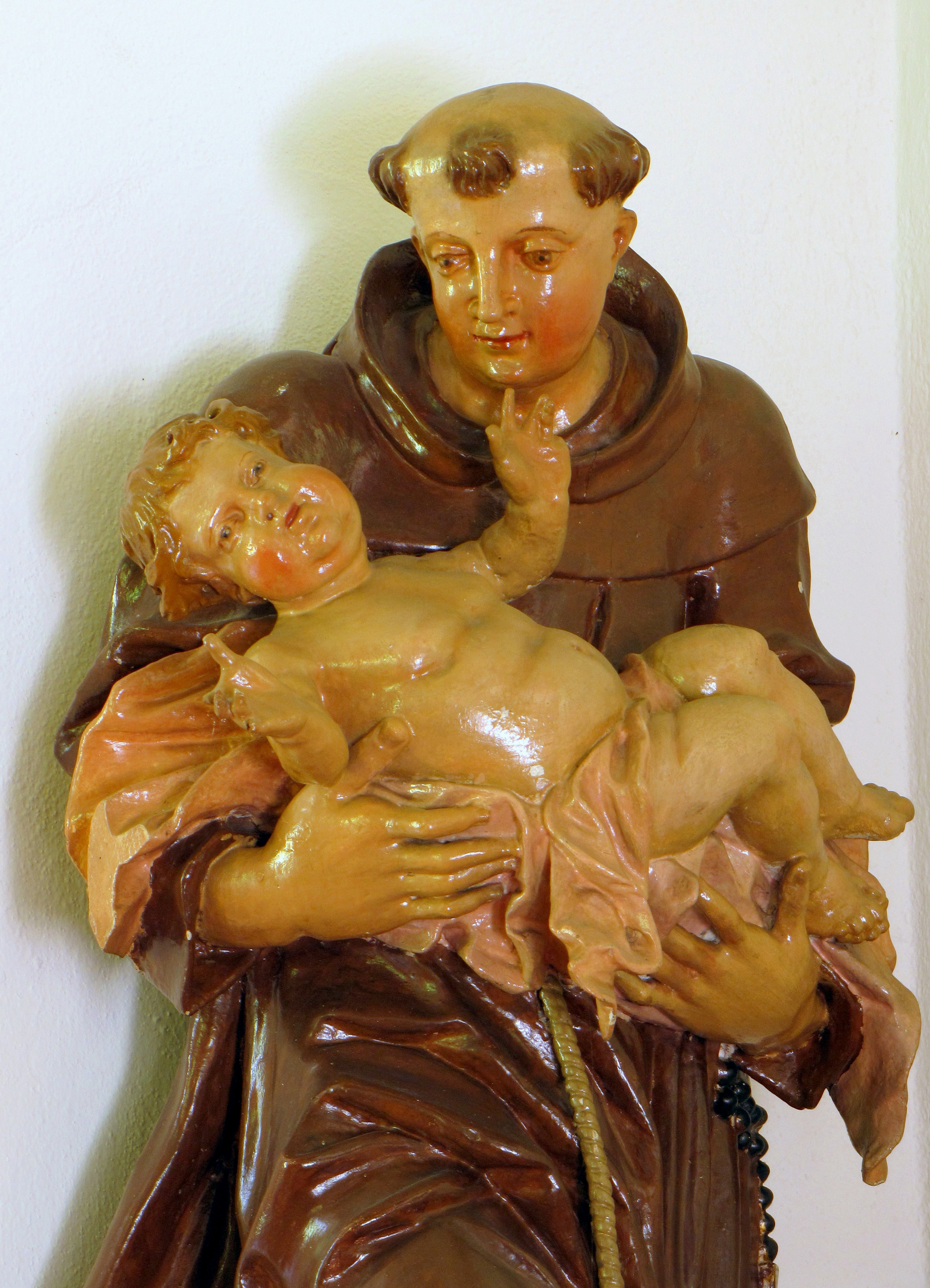
Figur des hl. Antonius, um 1774

Die denkmalgeschützte Filialkirche Martinau ist dem hl. Josef von Nazaret geweiht und steht in Martinau, einer Fraktion der Gemeinde Elmen im Bezirk Reutte in Tirol.

## Geschichte
Anstelle einer älteren kleinen Kapelle wollte man in Martinau schon 1706 eine größere Kapelle näher bei den Häusern neu errichten. Das Ansuchen wurde jedoch abgewiesen. Erst 1708 erfolgte dann die Baubewilligung, und die neue Kapelle konnte schließlich doch gebaut werden. Beim Ortsbrand im März 1903 ging auch diese Kapelle mit ihrem gesamten wertvollen Inventar in den Flammen unter. Sie wurde anschließend wieder aufgebaut und insbesondere mit Figuren ausgestattet, die damals in der Pfarrkirche Elmen nicht mehr gebraucht wurden. Mit der Bewilligung, das Allerheiligste für ständig zu belassen, konnte sich die Kapelle 1959 zur Filialkirche der Pfarre Elmen erheben.

## Architektur
Der Bau bietet keine architektonischen Besonderheiten. Dem annähernd quadratischen Langhaus mit Flachdecke über einer Hohlkehle folgt im Osten der eingezogene Chor mit einem Sterngratgewölbe und 3/8-Schluss. Daran angebaut ist die kleine Sakristei, während der Turm mit seinem Giebelspitzhelm und dem Kapelleneingang die Westseite des Kirchleins beherrscht.

## Ausstattung
Die heutige Ausstattung der kleinen Kirche setzt sich aus Stücken verschiedener Kunstepochen zusammen.
So befinden sich am neuromanischen Hochaltar – identisch mit den Seitenaltären von 1866 in der Pfarrkirche Stanzach – Figuren aus der Imster Witwer-Werkstatt und vom Pfrontener Barockbildhauer Maximilian Hitzelberger. Letzterem sind die seitlichen Skulpturen des Joachim und des Johannes Baptist zuzuschreiben. Die beiden Gebälksengel dagegen stammen von Joseph Clemens Witwer (um 1795), während dessen Vater Joseph Georg Witwer um 1774 die Figuren der Evangelisten Matthäus und Johannes am Tabernakel schuf, freilich auch nicht für das Martinauer Kirchlein. Mit den beiden fehlenden Evangelisten gehörten sie ehemals zur Kanzelbrüstung in einer größeren Kirche.
Wohl gleichzeitig mit den markant geschnittenen Evangelisten schuf ebenfalls Joseph Georg Witwer die meisterhaften Skulpturen der hll. Franziskus und Antonius von Padua, die auf Konsolen am Chorbogen stehen.
Seitlich hoch vor der Empore stehen schließlich zwei weitere bemerkenswerte Figuren – die hll. Katharina und Barbara. Sie konnten als Arbeiten des Hindelanger Bildhauers Johann Richard Eberhard identifiziert werden und sind mit 1784 sogar genau zu datieren. Die zugehörige Madonna wurde restauriert und steht neuerdings wieder in der Pfarrkirche von Elmen und Martinau.
Das Hochaltarblatt – dargestellt ist der hl. Joseph mit dem Jesusknaben – entstand erst 1904 und stammt von Johann Kärle aus Vorderhornbach, der auch die kleinen Kreuzwegbilder malte.